# Solano (paroisse civile)
Pour les articles homonymes, voir Solano.
Solano est l'une des trois paroisses civiles de la municipalité de Río Negro dans l'État d'Amazonas au Venezuela. Sa capitale est Solano.

## Localités
- Acave-teri
- Carutico
- Chaan de Pasiva
- Chapazón
- Chirikoa
- Conama-teri
- Coromoto
- Curare
- Cuyunabi-teri
- Darigua
- Durukukuen
- El Carmen
- El Chicharral
- El Chimborazo
- El Chiqüire
- El Guanábano
- El Merey
- El Porvenir
- El Progreso
- Guachapita
- Guarichi
- Guarinuma
- Isla Momoni
- Isla San Sebastián
- Jebrubi-teri
- Kabaroa
- Keyobi-teri
- Kumakapi
- La División
- Laja Alta
- Manare
- Marimajare
- Merey II
- Morrocoy
- Morrocoy II
- Murciélago
- Nacayayo-teri
- Narimibi-teri
- Niñal
- Puerto San Simón
- Reyajobigüey-teri
- San Carlos de Río Negro
- San Sebastián
- Santa Cruz
- Santa Lucía
- Santa Rosa de Amanadona
- Shijobi-teri
- Solano
- Wiparo
- Yacame
- Yajiyabi-teri
- Yeisicorobi-teri